# هو داهاي
هو داهاي (بالصينية: 胡大海، توفي في 1362) هو جندي عسكري صيني عاش في القرن الرابع عشر. عُرف بمساعدته الإمبراطور هونغوو بتأسيس عهد سلالة مينغ الحاكمة.
ولد هو داهاي في مقاطعة آنهوى الحالية. كانت عائلته من أصل فارسي (على الرغم من أنه كان شبه مؤكد أنه من أصل فارسي صيني)، فقد جاءوا إلى الصين عبر طريق الحرير واستقروا في أنهوي كبائعي يوتياو youtiao. هو داهاي مسلم من جماعة هوي العرقية.